# Dialetto veneto centrale
Il dialetto veneto centrale, detto altrimenti padovano-vicentino-polesano, è un gruppo di dialetti della lingua veneta.
Il complesso si distingue nettamente dagli altri dialetti veneti per alcune caratteristiche che tuttavia risultano più evidenti nelle varietà rustiche, mentre le parlate dei centri più importanti (Padova, Vicenza, Rovigo e le cittadine vicine) sono state influenzate dal veneziano. D'altra parte, resta ben poco di quegli arcaismi tipici, per esempio, del pavano documentato nelle opere del Ruzante.
Al gruppo vicentino appartengono anche i dialetti della Valsugana, in Trentino, nonché la parlata della val d'Alpone, in provincia di Verona.

## Caratteristiche

### Fonetica
Tipico di questi dialetti (ma anche di altri veneti) è l'uso della fricativa dentale sorda /θ/ e della fricativa dentale sonora /ð/, benché sia ormai limitato alle forme rustiche e alle generazioni più anziane: θénto "cento", ðoto "zoppo", freðo "freddo". Tali foni sono spesso sostituiti, su influenza veneziana, da /s/ e /z/.
Altra caratteristica fondamentale (e quasi unica dei dialetti centrali) è la metafonia di /e/ e /o/ mediante /i/, che chiude ulteriormente le vocali medie che lo precedono: così il plurale di bón ("buono") è buni, mése ("mese") diventa misi e tóso ("ragazzo") tusi.
A livello di vocalismo, da ricordare /r/ che influisce sulle vocali circostanti, specialmente /e/, aprendole: si ha, ad esempio, sèra e crèdo (invece dei veneziani séra e crédo). Questo fenomeno coinvolge solo alcuni dialetti padovani, ma è tipicissimo del vicentino.

### Suffissi
La ŏ latina in sillaba libera ha prodotto /o/, mentre nel veneziano diventa /ɔ/; ad esempio, l'esito di -ěŏlus è -ólo: barcarólo invece che barcariòl.
Tra gli altri suffissi caratteristici, il latino -ōrium diventa -uro come in varsùro "aratro" (veneziano versór), -ārius diventa -aro come in fornaro "fornaio" (veneziano e trevigiano fornèr); il corrispondente dell'italiano -ière è -iéro: mestiéro "mestiere" (veneziano mestièr).

### Conservazione delle vocali
Le vocali finali risultano maggiormente conservative rispetto al veneziano. Gli infiniti vengono resi come in italiano: andare, vegnére ("venire"), crédare ("credere"), dormire, invece di andàr, vegnér, créder, dormìr. Si ha perdita di vocale anche dopo consonante nasale (parón, come in veneziano) ma non dopo laterale (nissolo "lenzuolo", póe "può", in veneziano nissiòl, pól).

### Particolarità verbali
Peculiari sono le coniugazioni della seconda persona singolare nell'indicativo presente (in -è) e della seconda persona plurale (in -ì): te ghè "hai", gavì "avete", gavarì "avrete" (veneziano ti gà, gavé, gavaré). L'imperfetto indicativo è in -éva, ridotto in -éa nelle forme rustiche: ghé(v)a "aveva" (veneziano gàveva).
Per quanto riguarda gli interrogativi, ci sono alcune differenze rispetto al veneziano, in particolare la perdita di /s/ (càntito?, anziché càntistu? "canti (tu)?").

### Lessico
Si citano infine alcune particolarità lessicali rispetto al veneziano: fiólo invece di fìo ("figlio"), gnaro invece di nio ("nido"), fogolàro invece di foghèr ("focolare"), seciàro invece di scafa ("acquaio").